# 5フィンガーズ
『5フィンガーズ』（Five Fingers）は、2006年のアメリカ合衆国のスリラー映画。監督はローレンス・マルキン、出演はローレンス・フィッシュバーンとライアン・フィリップなど。人道支援で訪れたアフリカでテロ集団に拉致されてしまったピアニストが拷問に苦しめられる中で隠されていた真実が明らかになっていくさまを描いた社会派サスペンス。主演のフィッシュバーンが製作総指揮を兼ね、当時の妻のジーナ・トレスも出演している。
日本では劇場未公開だが2008年8月20日にDVDレンタルが開始された他、様々な動画配信サービスで提供されている。

## ストーリー
ジャズピアニストのオランダ人青年マーティン（ライアン・フィリップ）は、人道支援のため訪れたモロッコでテロリスト集団に拉致される。拉致グループのリーダー・アーマット（ローレンス・フィッシュバーン）は、マーティンから何かを聞き出そうと激しい拷問を加えるが、マーティンは何を話せばいいのか分からないと訴え続ける。

## キャスト
| 役名       | 俳優                         | 日本語吹替 |
| ---------- | ---------------------------- | ---------- |
| アーマット | ローレンス・フィッシュバーン | 菅生隆之   |
| マーティン | ライアン・フィリップ         | 小野大輔   |
| アイシャ   | ジーナ・トレス               |            |
| サーディア | トゥリア・ハーウト           |            |
| ユーセフ   | サイード・タグマウイ         |            |
| ギャヴィン | コルム・ミーニイ             | 斎藤志郎   |